# Я в повному порядку
Я в повному порядку (рос. Я в полном порядке) — радянський художній фільм 1989 року, знятий на кіностудії «Мосфільм».

## Сюжет
Розповідь про шлюбного афериста всесоюзного масштабу, який одного разу вирішивши одружитися, а заодно і перевірити рентабельність своєї домашньої картотеки, переконався в її безладді. Засмучений невдачею Гвоздьов знайомиться в барі з Зіною і мимоволі опиняється втягнутим в коло нещасть колишньої танцівниці вар'єте (так вона йому представилася). Саме вона і її маленький син, який проживає в дитячому будинку, стануть об'єктом його особистих переживань і надією на благополучне сімейне життя.

## У ролях
- Андрій Толубєєв — Геннадій Гвоздьов
- Галина Петрова — Маргарита Павлівна Крилова
- Лариса Бородіна — Зіна
- Петро Щербаков — Мирон
- Валентин Смирнитський — Кока
- Володимир Грамматиков — Ніс
- Борис Сморчков — Клим
- Любов Поліщук — Віра Костянтинівна
- Віктор Смирнов — Ігнатій Михайлович
- Наталія Лабурцева — дружина Фелікса
- Сергій Газаров — Вітьок
- Олена Фелькер — Нінон
- Оксана Лагутіна — Женя Агеєва
- Юрій Чамбулов — Вадик
- Олена Гольянова — епізод
- Галина Стаханова — епізод
- Євген Москальов — Алік
- Ігор Степанов — епізод
- Тетяна Скороходова — зустрічаюча
- Олена Кононенко — сусідка
- Ольга Копосова — дівчина в Будинку туриста
- Олександр Адамович — епізод
- Борис Сапожников — епізод
- Альфред Камелевський — епізод
- Раміль Тухватуллін — епізод
- Євген Дегтяренко — епізод
- Галина Журавльова — епізод
- Іван Скоринін — епізод

## Знімальна група
- Режисер — Микола Досталь
- Сценаристи — Олександр Бородянський, Микола Досталь
- Оператор — Андрій Єпішин
- Композитор — Олександр Гольдштейн
- Художники — Олександр Макаров, Леван Шенгелія